# Державний радник юстиції 3 класу
Державний радник юстиції 3 класу — класний чин в органах прокуратури України та органах юстиції.
Такий класний чин з'явився у прокуратурі СРСР у 1943 році. Присутній також у деяких державах, що утворилися після розпаду СРСР у 1991 році (наприклад, у Російській Федерації).

## Історія
У СРСР класний чин державного радника 3 класу з'являється згідно з указом Президії ВС СРСР від 16.09.1943 року «О встановленні класних чинів для прокурорсько-слідчих органів прокуратори». Даний класний чин відповідав посадам прокурорів автономних республік, країв, великих областей, міст, діючих на правах прокурорів областей; заступників прокурорів союзних республік, старших помічників та помічників Генерального прокурора СРСР (заступники начальників головних управлінь, управлінь та відділів, начальників відділів, що входили до складу головних управлінь та управлінь Прокуратури Союзу РСР); помічників Генерального прокурора СРСР за особливими дорученнями; слідчих з особливо важливих справ при Генеральному прокурорі Союзу РСР. Також цей чин надавався директору Всесоюзного інституту з вивчення причин та розробці мір попередження злочинності та Інституту підвищення кваліфікації керівних кадрів.
В прокуратурі УРСР державний радник юстиції 3 класу був другим за старшинством класним чином. Цей чин відповідав посаді заступника прокурора УРСР (як заступника прокурора однієї з союзних республік).
У прокуратурі України встановлений постановою Верховної Ради України від 6 листопада 1991 року № 1795-XII «Про затвердження Положення про класні чини працівників органів прокуратури України».
У арбітражних судах України встановлений постановою Верховної Ради України від 22 листопада 1991 року № 1852-XII «Про затвердження Положення про кваліфікаційну атестацію та кваліфікаційні категорії арбітрів і класні чини спеціалістів арбітражних судів України».

## Посада
Згідно з постановами, класний чин Державного радника юстиції 3 класу відповідає посадам:
- Прокуратура:
  - начальники та заступники начальників управлінь, начальники відділів, старші слідчі в особливо важливих справах Генеральної прокуратури України, старші помічники Генерального прокурора України з особливих доручень;
  - прокурори областей, транспортні, природоохоронні та інші прокурори (на правах обласних), прокурори міст поза групою;
  - перші заступники прокурорів Кримської АРСР (пізніше республіки Крим), областей поза групою та м. Києва;
  - ректор інституту підвищення кваліфікації Генеральної прокуратури України;
- Арбітражний суд:
  - начальники управлінь Вищого арбітражного суду України.

## Історичні розрізнення державного радника 3 класу СРСР
Знаками розрізнення державних радників 3 класу прокуратури СРСР з 1943 року, були шестикутні погони з «генеральським зигзагом» на кожному з яких розміщувалися одна п'ятипроменева зірочка. Між ґудзиком у верхній частині погона та зірочками розташовувалася металева золочена емблема. Розмір погонів дорівнював 14(16)х4,5 см, розмір зірочки дорівнював 18 мм. Вздовж погона розміщувалася світло-зелена облямівка завширшки 0,3 см.
У 1954 році, погони для прокуратури було скасовано, а знаки розрізнення чинів переходять на оксамитові петлиці з золотою облямівкою завширшки 5 мм. Державний радник 3 класу мав петлиці з одною зірочкою. Розмір петлиць дорівнював 100(95 у скошеній частині)х33 мм, розмір зірочки дорівнював 20 мм. У верхній частині петлиці розміщувалася емблема.

## Знаки розрізнення державного радника 3 класу України
У прокуратурі України, позначення чинів знову взяли на себе погони. Державний радник 3 класу має погони подібні до генерал-майора України (до 2016 року). На погонах з «генеральським зигзагом» розташовується по одній п'ятипроменевій зірочці. На сорочці погони шестикутної форми з емблемою та ґудзиком у верхній частині погону, на мундирі використовуються нашивні погони п'ятикутної форми.

## Носії
- Україна
  - Гузир Володимир
  - Заліско Олег
  - Столярчук Юрій
  - Блажівський Євген (2001)
  - Якимчук Микола
  - Касько Віталій
  - Вернидубов Іван (1993)
  - Шацький Олександр
  - Пшонка Віктор (1998)
  - Кармазін Юрій
  - Міщенко Сергій (2001)
  - Мичко Микола
  - Мамедов Гюндуз (2017)
  - Рябенко Григорій Миколайович (2016)
- СРСР
  - Нощенко Петро
- Російська Федерація
  - Маркін Володимир
  - Поклонська Наталія (2015)[2]